# Vercingetoriks
Vercingetoriks (lat. Vercingetorix, 82. pr. Kr. - 46. pr. Kr.) je bio poglavica galskog plemena Arverna i vođa ujedinjenih galskih plemena u pobuni protiv rimske vlasti na čelu s Cezarom.
Njegovo ime je vjerojatno složenica nekoliko riječi iz galskog jezika: ver („nad, vrhovni”), cingeto („ratnik, onaj koji maršira”) i rix (lat. rex - „kralj”), tako da njegovo ime znači „veliki ratnički kralj” ili „kralj velikih ratnika”.
Kada je Gaj Julije Cezar postavljen za upravitelja Narbonske Galije, njome je vladao tako što su galska plemena bila razjedinjena. Kako bi stekao što bolji ugled kod Rimljana u više navrata uznemirava Gale, te traži povoda za rat kako bi učvrstio svoju vlast u ovoj pokrajini. Galima nameće razna davanja i poreze na što oni reagiraju bunama koje su ugušene u svim navratima. No, nisu sva plemena bila nezadovoljna jer su neka i Cezaru bili saveznici. Nakon Ambioriksove pobune 54. pr. Kr. počinje jačati samosvijest kod Gala. Na scenu stupa tada mladi Vercingetoriks pod čijim se vodstvom Gali ujedinjuju. Njemu polazi za rukom ono što njegovom ocu nije. Naime, i njegov se otac pokušao proglasiti vođom svih Gala, ali su ga oni ubili. Vercingetoriks pokušava napadima izolirati par rimskih postrojbi, a Cezar to pokušava spriječiti te mu to i uspjeva. Vercingetoriks uvidjevši da se taktički nadmoćnom Cezaru ne može suprotstaviti u otvorenom boju te prelazi na gerilski način ratovanja i počinje napadati razvučene rimske oprskrbne crte. Tek pošto je nakon ogorčene borbe za Avarikum Cezar uspio 52. pr. Kr. osvojiti ovaj strateški važan grad, rimska vojska je mogla ponovo prijeći u ofenzivu. Najbolji Cezarov vojskovođa, Tit Labijen, dobio je zadaću na sebe privući pažnju galskih snaga, dok bi Cezar napao Arverne. Umjesto očekivane pobjede Rimljani su doživjeli gotovo katastrofalni poraz u bitci kod Gergovije, nakon čega su se i druga galska plemena, do tada rimski saveznici (kao npr. Edui) priključila ustanicima.
Tek u ovakvoj situaciji do punog izraza je došao Cezarov vojnički genij. Umjesto povući se i Galiju prepustiti njenoj sudbini, Cezar kreće u protunapad i u bitci kod današnjeg Dijona na Armankonu porazio je Vercingetoriksa. I tada galski vođa čini svoju fatalnu grešku, koju ni do danas povjesničari nisu uspjeli objasniti. Umjesto da je nastavio s brzim manevrima u susret svojim pomoćnim postrojbama, odlučio je zatvoriti se u tvrđavu Aleziju. Cezar je brzo reagirao i oko utvrđenja postavio dva prstena svojih snaga: jedan koji je trebao spriječiti Gale napustiti grad i, drugi, koji je onemogućavao pojačanju probiti se do Vercingetoriksa. Budući da nisu uspjeli probiti se do grada, Gali su se uskoro povukli prepuštajući svoju izgladnjelu i izmučenu braću u Aleziji njihovoj daljoj sudbini. Krajem rujna 52. pr. Kr. Vercingetoriks se predao. Kao ratni plijen Vercingetoriks je odveden u Rim, gdje je zatočen u Tullianumu. Pet godina kasnije, 46. pr. Kr., poslije sudjelovanja u Cezarovom trijumfu javno je pogubljen. Vjerojatno davljenjem, kakav je bio običaj.

## Ostavština
Vercingetoriks se tijekom 19. stoljeća pojavio kao francuski nacionalni junak, osobito zbog napora Napoleona III. i nekoliko "keltomana" povjesničara kao što su François Guizot i Augustin Thierry. Njegov lik se javlja u brojnim monumentalnim brončanim kipovima, slikama, književnim djelima i školskim udžbenicima. Od spomenika najpoznatiji su Spomenik Vercingetoriksu (koji je izveo kipar Aimé Millet, dok je arhitekt spomenika bio Eugène Viollet-le-Duc) koji je podignut 1865. na mjestu njegova poraza u Aleziji, a kojega je naručio Napoleon III.; te Konjanički kip Vercingetoriksa kojega je izradio kipar Frédéric Bartholdi 1903. godine u Clermont-Ferrandu, mjestu junakova rođenja.
O Vercingetoriksu snimljeno je nekoliko filmova od koji su najpoznatiji francuski Vercingetorix iz 1909., redatelja Cândida de Faria i Vercingétorix: la légende du druide roi („Vercingetoriks: legenda o druidskom kralju”) iz 2001. (Jacques Dorfmann) u kojemu je Vercingetoriksa utjelovio Christopher Lambert.